# Amphimetra
Amphimetra is een geslacht van haarsterren uit de familie Himerometridae.

## Soorten
- Amphimetra ensifer (A.H. Clark, 1909)
- Amphimetra laevipinna (Carpenter, 1882)
- Amphimetra molleri (A.H. Clark, 1908)
- Amphimetra pinniformis (Carpenter, 1881)
- Amphimetra spectabilis A.H. Clark, 1918
- Amphimetra tessellata (Müller, 1841)